# Mychajło Matczak

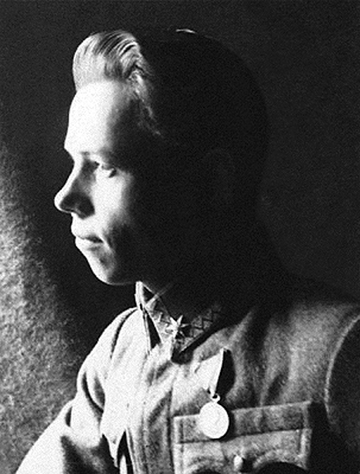
Mychajło Matczak jako chorąży Ukraińskich Strzelców Siczowych

Mychajło Matczak (ukr. Михайло Матчак; ur. 28 lutego 1895 w Woli Jakubowej, zm. 19 listopada 1958 w Potmie) – ukraiński działacz społeczny, polityk, publicysta i wydawca.

## Życiorys
Absolwent gimnazjum w Drohobyczu. Chorąży Legionu Ukraińskich Strzelców Siczowych, odznaczył się szczególnie w bitwie pod Łysonią we wrześniu 1916. Wzięty do niewoli rosyjskiej, uwolniony na początku 1918, udał się do Kijowa, gdzie został jednym z organizatorów Strzelców Siczowych i członkiem ich Rady Strzeleckiej. Adiutant płk Jewhena Konowalca. Ranny podczas bitwy pod Berdyczowem. Po wojnie studiował prawo na Tajnym Uniwersytecie Ukraińskim.
Jeden z założycieli Ukraińskiej Organizacji Wojskowej, oskarżony w procesie sprawców zamachu na Józefa Piłsudskiego we Lwowie, skazany na 2,5 roku więzienia. Działacz Ukraińskiej Partii Socjalistyczno-Radykalnej i członek jej Sekretariatu Głównego. Poseł na Sejm RP III kadencji (1930–1935) z ramienia UPSR.
Członek rady nadzorczej wydawnictwa „Czerwona Kałyna”, właściciel wydawnictwa „Izmaragd” we Lwowie, w latach 1941–1944 mieszkał w Krakowie, był członkiem zarządu „Spółki Ukraińskie Wydawnictwa”.
Pod koniec 1944 wyemigrował do Austrii. W 1947 aresztowany w Wiedniu przez NKWD, wywieziony do Kijowa, skazany na 25 lat obozu, zmarł w łagrze w Mordowii.
Pochowany na Cmentarzu Łyczakowskim we Lwowie.